# Rhopalomyrmex pygmaeus
Rhopalomyrmex pygmaeus är en myrart som beskrevs av Mayr 1868. Rhopalomyrmex pygmaeus ingår i släktet Rhopalomyrmex och familjen myror. Inga underarter finns listade i Catalogue of Life.